# Palmeira das Missões (kommun)
Palmeira das Missões är en kommun i Brasilien.   Den ligger i delstaten Rio Grande do Sul, i den södra delen av landet, 1 500 km söder om huvudstaden Brasília. Antalet invånare är 34 335.
Följande samhällen finns i Palmeira das Missões:
- Palmeira das Missões

Trakten runt Palmeira das Missões består till största delen av jordbruksmark. Runt Palmeira das Missões är det ganska glesbefolkat, med 30 invånare per kvadratkilometer.